# プリトビ・ナラヤン・シャハ
プリトビ・ナラヤン・シャハ（ネパール語: पृथ्वीनारायण शाह、英: Prithvi Narayan Shah、1722年12月27日 - 1775年1月11日）は、ゴルカ王国の第10代君主（在位：1743年 - 1768年）。ネパール王国の初代君主（在位：1768年 - 1775年）でもある。カトマンズ盆地を制圧し、三都マッラ朝の時代を終わらせた建国の父でもある。

## 生涯

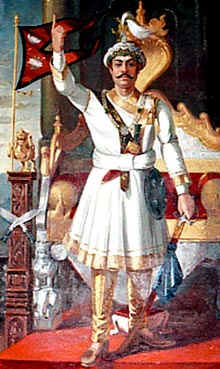
プリトビ・ナラヤン・シャハ

1722年12月27日、プリトビ・ナラヤン・シャハはゴルカ王ナラ・ブーパール・シャハの息子として生まれた。
1736年、父ナラ・ブーパールはカトマンズ領ヌワコートを攻めたが、三都マッラ朝の連合軍の反撃にあって撃退された。そのため、ゴルカはカトマンズ、バクタプルに使節を派遣し、ナラ・ブーパールはバクタプル王ラナジット・マッラと盟友関係を結んだ。一方、プリトビ・ナラヤンはバクタプル王太子ヴィーラヌリシンハ・マッラとカトマンズ王太子のジャヤプラカーシャ・マッラとそれぞれ盟友関係を結んだ。また、プリトビ・ナラヤンはバクタプルに三年間滞在し、三都の情勢把握に努めた。
1743年4月、父ナラ・ブーパールが崩御し、プリトビ・ナラヤンが第10代ゴルカ王に即位。
当時、カトマンズ盆地は「カトマンズ」「パタン」「バクタプル」のマッラ朝によるの三つの王国に分かれていた。
ゴルカとカトマンズの中間に位置するヌワコートを攻撃するが三都マッラの同盟軍に阻まれ、敗退。
インドから新式の銃と火薬を買い込み、軍隊の組織を整備し、雪辱を期す。また、執政カールゥ・バンデを周辺諸国へ派遣し、友好関係を結ぶ。三王国同盟関係を崩すため、バクタプル王と同盟関係を結ぶ。
こうした周到な布石を打った後、1744年、二度目のヌワコート攻略を行う。バクタプルが動かなかったため、今度は勝利、チベット交易の要衝を押さえる。カトマンズ盆地を囲む要衝を次々押さえる。
1760年、クティ峠を占拠し、カトマンズ盆地とチベットとの交易を遮断する。1766年、キルティプルを征服。
1768年9月、カトマンズを征服。ネパール王として即位し、カトマンズを首都にネパール王国を創始した。
カトマンズ王ジャヤプラカーシャ・マッラはパタンに逃亡、さらにパタン王テージャナラシンハ・マッラとともにバクタプル王ラナジット・マッラに庇護を求める。同年10月、パタンを征服。
1769年11月、バクタプルが陥落し、マッラ朝は完全に終焉。カトマンズ盆地を完全に手中におさめた。こうしてネパール王国の基礎を確立した後、プリトビ・ナラヤンは東方への野心を抱く。
1773年、チャウダンディー・セーナ王国を、続いて1774年にビジャイプル・セーナ王国を併合。シッキム王国まで征服しようとした。
1775年1月11日、52歳で崩御。彼の創始したネパール王国の領土は現在のネパールの1/3以上に達していた。